# 兵庫県道183号広野停車場線
兵庫県道183号広野停車場線（ひょうごけんどう183ごう ひろのていしゃじょうせん）は、兵庫県三田市を通る一般県道である。

## 概要
JR西日本福知山線 広野駅前から兵庫県道92号三田西インター線交点に至る。

### 路線データ
- 起点：三田市広野（JR西日本福知山線 広野駅前）
- 終点：三田市広野（兵庫県道92号三田西インター線交点）
- 総延長：81 m

## 地理

### 通過する自治体
- 三田市

### 交差する道路
| 交差する道路                 | 交差する場所 | 交差する場所 |
| ---------------------------- | ------------ | ------------ |
| 兵庫県道92号三田西インター線 | 広野         | 終点         |

### 沿線
- JR西日本福知山線 広野駅